# Ивановское (Волжское сельское поселение)
Ива́новское — деревня в Михайловском сельском округе Волжского сельского поселения Рыбинского района Ярославской области .
Небольшая деревня расположена на левом берегу реки Черёмуха, которая имеет на этом участке обрывистые берега высотой около 3 м.  На противоположном берегу напротив Ивановского стоит деревня Поповское. Через Поповское проходит автомобильная дорога с регулярным автобусным сообщением. Ивановское — одна из ряда близко расположенных (на удалении до 1 км) по левому берегу деревень, Ниже по течению к северо-востоку стоит деревня Акулинское, а выше по течению, к юго-западу следуют деревни Михалёво и Орловское  Через эти деревни по левому берегу Черёмухи проходит просёлочная дорога из Максимовского на Ивановское и далее на Сретенье. На этом участке вдоль левого берега Черёмухи расположены небольшие сельскохозяйственные угодья, далее от реки в западном направлении начинается лес, шириной около 4 км, за которым начинаются поля и деревни Покровского сельского поселения .
Деревня Ивановская указана на плане Генерального межевания Рыбинского уезда 1792 года.
По левому берегу Черёмухи от южного края деревни Ивановское до южного края деревни Михалево протянулся геологический разрез, в котором встречаются Юрские аммониты уникальной сохранности. Это единственный в Ярославской области разрез юрских отложений, где можно увидеть границу кимериджских и волжских отложений. Нижний ярус разреза относится к нижнему подъярусу Кимериджского яруса Юрской системы. В черной глине встречаются ростры белемнитов и редкие аммониты. Выше в среднем подъярусе Волжского региояруса черный среднезернистый песчаник переполнен рострами белемнитов, встречаются полуразрушенные ядра аммонитов. Из бентосной фауны встречаются только редкие губки. В четвертичной системе в мелкозернистом, темно-сером, голубоватом до черного песке встречаются аммониты, белемниты, двустворчатые, брюхоногие, лопатоногие, иглокожие, брахиоподы, ракообразные, губки .
На 1 января 2007 года в деревне числилось 6 постоянных жителей . Почтовое отделение, расположенное в селе Михайловское, обслуживает в деревне 12 домов .